# Michael Stricharz

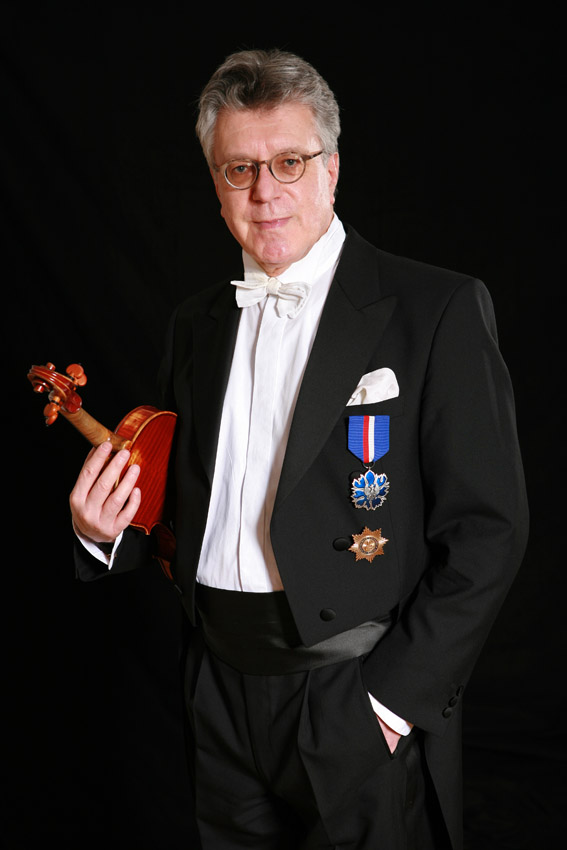
Michael Stricharz, 2009

Michael Stricharz (* 11. April  1946 in Wien) ist ein deutscher Violinist und Musikpädagoge.

## Leben
Michael Stricharz, Professor für Violine am Hamburger Konservatorium – Akademie der Musik, war Schüler des Violinvirtuosen Henryk Szeryng, langjähriges Mitglied des Orchesters der Bayreuther Festspiele, Philharmonischen Staatsorchester – Staatsoper Hamburg und des Kammerorchesters Solistes Européens Luxembourg sowie Vollmitglied in der International Royal Academy of Science, Fine Arts and Music of United Nations, New York, Vorsitzender und Jurymitglied deutscher und internationaler Musikwettbewerbe.
Leiter des Michael-Stricharz-Wettbewerbs für junge Musiker (Violinisten, Pianisten, Violoncellisten, Bratschen, Sänger, Streichquartette), das 21 mal in der Ukraine und in der Republik Kasachstan stattfand. Außerdem ist er Ehrenmitglied des Richard-Wagner-Verband Lemberg, Ukraine, und in der polnischen Henryk-Wieniawski-Society, Lublin, Professor honoris causa der Staatsakademie für Musik in Lemberg, Ukraine und an der Staatsakademie für Musik in Almaty, Republik Kasachstan, Doctor honoris causa der Staatshochschule für Musik in Togliatti, Russland, und der Staatsuniversität in Almaty, Republik Kasachstan und Ehrenpräsident des Lemberger Kammerorchesters, Ukraine.

## Auszeichnungen
- Ehrenmedaille in Gold (Goldener Portugaleser) der Freien und Hansestadt Hamburg
- Ehrenmedaille der Stadt Lublin, Polen
- Ehrenmedaille der Stadt Lemberg, Ukraine
- Medaille „Türksoy“, Republik Türkei
- Oberfranken-Ehrenmedaille in Silber,[1] Deutschland
- Staatsmedaille „Astana“, Republik Kasachstan
- Ehrenmedaille des Parlaments der Ukraine
- Ehrenmedaille des Außenministeriums der Ukraine[2]
- Ehrenmedaille des Ministeriums für Bildung, Republik Kasachstan
- Ehrenzeichen der Kultusministerien der Republik Kasachstan, Russlands, Polens, Ukraine
- Ehrentitel „Generalmajor h.c.“, Ukraine
- Internationaler Kunstpreis „Olympus“ mit dem Orden „Public Recognition“ 2. Klasse, Ukraine
- L’Ordre du „Mérite culturel“, Polen[3]
- Verdienstorden „Ehre und Gloria“, Russland
- Verdienstorden 3. Klasse, Ukraine
- Silberne Gloria-Artis-Medaille für kulturelle Verdienste 2. Klasse (Srebrna Gloria Artis), Polen
- Goldene Gloria Artis-Medaille 1. Klasse (Złota Gloria Artis), Polen[4][5]
- Offizier des Verdienstordens der Republik Polen – Krzyż Oficerski Orderu Zasługi Rzeczypospolitej Polskiej[6][7]
- Ehrenmedaille der Fryderyk-Chopin-Universität für Musik Warschau
- „Ehrenmedaille Henryk Wieniawski“ der Wieniawski-Society in Lublin, Polen
- Ehrenzeichen in Gold der Wieniawski-Society in Lublin, Polen
- Grand Commander Cross with Star of the Royal Order of Saint Stanislaus (Wielki Krzyż Komandorski z Gwiazdą Orderu Świętego Stanisława), Polen
- Ehrenmitglied der Staatsphilharmonie Lemberg, Ukraine
- Ehrenmitglied der Staatsoper Lemberg, Ukraine
- Ehrenpräsident des Staatskammerorchester „Cantabile“, Ukraine